# Coenosia pumilio
Coenosia pumilio este o specie de muște din genul Coenosia, familia Muscidae, descrisă de Stein în anul 1900. Conform Catalogue of Life specia Coenosia pumilio nu are subspecii cunoscute.